# MechWarrior
 (juin 2020).
Si vous disposez d'ouvrages ou d'articles de référence ou si vous connaissez des sites web de qualité traitant du thème abordé ici, merci de compléter l'article en donnant les références utiles à sa vérifiabilité et en les liant à la section « Notes et références ».
MechWarrior est une série de jeux vidéo de combat motorisé. L'action se déroule dans l'univers de BattleTech.
Elle est composée notamment de MechWarrior (1989), MechWarrior 2: 31st Century Combat (1995), MechWarrior 3 (1999), MechWarrior 4: Vengeance (2000), MechWarrior 5: Mercenaries (2019) et MechWarrior 5: Clans (2024).